# Schadenquote
Die Schadenquote ist eine der grundlegenden betriebswirtschaftlichen Kennzahlen, die die Leistungsfähigkeit von privaten Krankenversicherungsunternehmen messbar machen.
Gemeinsam mit Verwaltungskostenquote und Abschlusskostenquote ermöglicht sie festzustellen, welcher Anteil der Beitragseinnahmen der Versicherten direkt in Versicherungsleistungen oder Altersrückstellungen fließt.

## Betriebswirtschaftliche Kennzahlen für private Krankenversicherungen
Die einzelnen verwendeten Kennzahlen können entweder dazu herangezogen werden, die unternehmerische Sicherheit und die Finanzierbarkeit zu bewerten, oder das Wachstum eines Versicherungsunternehmens in Zahlen abzubilden. Die Schadenquote gehört zu den Kennzahlen, die vor allem die Leistungsfähigkeit des Unternehmens darstellen. Andere Kennzahlen in diesem Bereich sind die Verwaltungskostenquote und die Abschlusskostenquote. Alle drei Werte fließen in die sogenannte Versicherungsgeschäftliche Ergebnisquote ein. Anhand des Verhältnisses aus Abschlusskostenquote, Verwaltungskostenquote und Schadenquote lässt sich beurteilen, wie effizient ein Unternehmen wirtschaftet. Darüber hinaus kann dieses Verhältnis dazu verwendet werden, um zu beurteilen, ob die Beitragskalkulation eines Unternehmens im privaten Krankenversicherungsbereich ausreichend war oder ob bei ihm die Beiträge angepasst werden müssen. Für eine solide Beurteilung spielen ebenso Nettoverzinsung, Eigenkapitalquote und Überschussverwendungsquote eine wichtige Rolle. Eine solide Beurteilung kann nur in einer Zusammenschau aller maßgeblichen Quotenwerte des einzelnen Unternehmens erfolgen.

## Zusammenhänge zwischen einzelnen Quotenwerten
Im Wesentlichen beruht die Kalkulation eines Versicherungsunternehmens auf drei unterschiedlichen Arten von Aufwendungen: Einerseits müssen die Kosten für den Betrieb des Unternehmens und für die Verwaltung der Verträge gedeckt werden, andererseits muss auch für die Gewinnung von neuen Versicherten Geld aufgewendet werden. Hier lässt sich einerseits die Abschlusskostenquote als Kennzahl ermitteln, andererseits die Verwaltungskostenquote. Ein Großteil der Aufwendungen, in der Regel deutlich mehr als 80 %, wird jedoch für Versicherungsleistungen und Altersrückstellungen aufgewendet. Über den Anteil dieser Aufwendungen in Bezug auf die Beitragseinnahmen gibt die Schadenquote Auskunft. Aus dem angelegten Kapital entstehen dem Versicherungsunternehmen außerdem Zinsgewinne. Liegt die Nettoverzinsung über 3,5 %, fließt ein Großteil dieses Zinsüberschusses zugunsten der Versicherten in die Altersrückstellungen. Die Aufwendungen müssen allein aus den Beitragseinnahmen und dem unter 3,5 % liegenden Gewinnen der Nettoverzinsung gedeckt werden. Private Krankenversicherungen sind an das sogenannte Äquivalenzprinzip gebunden, das heißt, sie müssen für jeden Versicherten einen eigenen Beitrag kalkulieren, basierend auf dem individuellen Kostenrisiko, das für den einzelnen Versicherten besteht. Die so erzielten Einnahmen müssen alle Aufwendungen decken können, und sollten, um das Unternehmen langfristig abzusichern, auch zum Erwirtschaften eines Überschusses dienen.
Aus diesen Geschäftsvorgängen ergeben sich damit weitere Quotenwerte, die für die Beurteilung der Leistung eines Versicherungsunternehmens im Bereich der privaten Krankenversicherung bedeutsam sind. Abschlusskostenquote und Verwaltungskostenquote fließen gemeinsam mit der Schadenquote in die Versicherungsgeschäftliche Ergebnisquote ein. Die Nettoverzinsung als Kennzahl gibt die Höhe der erzielten Kapitalgewinne insgesamt an, die Überschussverwendungsquote gibt dagegen an, welcher Anteil der über 3,5 % Nettoverzinsung liegenden Kapitalerträge den Versicherten in Form von Altersrückstellungen zugutekommt. Einen Teil der insgesamten Beitragseinnahmen verwenden Versicherer auch dazu, um Beitragsentlastungen zu finanzieren – entweder bei Schadenfreiheit eines Versicherten eine Rückerstattung eines Teils der während des Geschäftsjahres bezahlten Versicherungsbeiträge oder eines Pauschalbetrages für alle Versicherten, wenn das Geschäftsergebnis des Versicherers entsprechend gut war.
In den letzten Jahren setzt sich zunehmend ein Modell durch, das an das Bonus-Malus-System der Kfz-Versicherungen angelehnt ist: Die Beiträge eines Versicherten, für den der Versicherer leistungsfrei geblieben ist, werden jährlich kontinuierlich herabgesetzt, bei Inanspruchnahme einer Leistung nur um einen kleinen Betrag wieder hinaufgestuft. Unabhängig von der Art des verwendeten Modells zur Beitragsentlastung der Versicherten gibt die RfB-Quote an, welcher Anteil der Beitragseinnahmen für die Finanzierung von Beitragsentlastungen herangezogen wurde. Bezogen auf das einzelne Geschäftsjahr des Versicherers, gilt die sogenannte RfB-Zuführungsquote, die angibt, wie viel Geld zugeführt wurde, um Beitragsentlastungen zu finanzieren. Darüber hinaus verfügt das Versicherungsunternehmen – wie jedes private Unternehmen – natürlich auch über Eigenkapital. Die Eigenkapitalquote gibt an, wie hoch das Eigenkapital des Versicherungsunternehmens in Bezug auf das erwirtschaftete Gesamtvermögen liegt. Typischerweise liegt bei privaten Krankenversicherungen die Eigenkapitalquote relativ niedrig, im Bereich von üblicherweise um die 5 %. Eine wichtige Kennzahl stellt daneben auch die Zahl der Vollversicherten in den privaten Krankenversicherungstarifen des Unternehmens dar. Aus versicherungsmathematischer Sicht ist die Kalkulation bei einer hohen Zahl von Versicherten günstiger, da das individuelle Risiko auf eine höhere Zahl von Versicherten verteilt ist und insgesamt höhere Beitragseinnahmen erzielt werden. Eine hohe Zahl von Versicherten kann sich daher günstig auf die Beitragsstabilität auswirken.

## Die Schadenquote als Beurteilungskriterium für Versicherte
Die Schadenquote kann herangezogen werden, um die Leistungsfähigkeit eines Versicherungsunternehmens zu beurteilen, da sie angibt, welcher Teil der Beitragseinnahmen an die Versicherten in Form von Leistungen und Altersrückstellungen zurückfließt. Aus wirtschaftlicher Sicht ist eine alleinige Beurteilung der unterschiedlichen Schadenquoten jedoch problematisch, da die Schadenquote als isoliert betrachteter Wert keine solide Beurteilung erlaubt. Sie kann nur im Zusammenhang mit anderen betriebswirtschaftlichen Kennzahlen des Unternehmens gesehen werden. Überdies kann, wenn die Schadenquote isoliert betrachtet wird, sehr schnell ein falsches Bild der wirtschaftlichen Situation entstehen: Eine hohe Schadenquote kann nicht nur auf eine hohe Leistungsfähigkeit der Versicherung für den Versicherten hindeuten, sondern je nach insgesamter Sachlage auch auf eventuelle kalkulatorische Mängel oder zu wenig strenge Gesundheitsprüfungen der Versicherung hindeuten, und als ein Signal, dass es zu Beitragserhöhungen kommen wird. Das gilt insbesondere dann, wenn ein Großteil der Schadenquote sich aus tatsächlichen Versicherungsleistungen ergibt, und nicht aus den aufgebauten Altersrückstellungen, die ja ebenso mit in die Schadenquote mit einfließen.

## Beurteilung der Leistungsfähigkeit eines Versicherungsunternehmens aus der Schadenquote in Abhängigkeit von anderen Kennzahlen
Da eine isolierte Betrachtung der Schadenquote als Leistungskriterium nicht ausreicht, müssen weitere Kennzahlen in die Beurteilung einfließen. Daraus ergibt sich potentiell ein realistisches Gesamtbild für die Beurteilung des Unternehmens durch den Versicherten. In Abhängigkeit von einer hohen Schadenquote sollten also auch noch folgende Kriterien mit erfüllt sein:
- Das Verhältnis aus Versicherungsleistungen und Altersrückstellungen bei der Schadenquote sollte möglichst zugunsten der Altersrückstellungen ausfallen.
- Eine hohe Zahl von Vollversicherten kann sich günstig auf die Beitragsstabilität und auf die Beitragshöhe auswirken.
- Eine hohe Nettoverzinsung spricht für ein erfolgreiches Wirtschaften des Unternehmens auch auf dem Kapitalmarkt; zu beachten ist hier allerdings auch die Überschussverwendungsquote.
- Eine hohe RfB-Quote deutet darauf hin, dass Versicherte, bei denen der Versicherer leistungsfrei ist, mit höheren Beitragsrückzahlungen rechnen können.
- Die Eigenkapitalquote des Versicherungsunternehmens sollte im Allgemeinen nicht höher als 5 % liegen – ein niedriger Eigenkapitalanteil bedeutet in der Regel, dass ein großer Teil der Einnahmen den Versicherten in Form von Altersrückstellungen und Versicherungsleistungen zugutekommt. Liegt das Eigenkapital aber zu niedrig, kann die Sicherheit und Finanzierbarkeit gefährdet sein.

Werden alle diese Werte in Zusammenhang mit der Schadenquote gesehen, entstehen gut vergleichbare und aussagekräftige Daten, die durch einzelne Versicherer miteinander verglichen werden können.